# إيفان ماغيري
إيفان ماغيري (بالإنجليزية: Evan Maguire)‏ هو عداء مسافات طويلة نيوزيلندي، ولد في 26 مايو 1942.

## وصلات خارجية
- إيفان ماغيري على موقع أوليمبيديا (الإنجليزية)